# Lý Tú Lĩnh
Lý Tú Lĩnh (hoặc Lý Tú Lãnh, tiếng Trung giản thể: 李秀领, bính âm Hán ngữ: Lǐ Xiù Lǐng, sinh tháng 12 năm 1962, người Hán) là chính trị gia nước Cộng hòa Nhân dân Trung Hoa. Ông hiện là Bí thư Đảng tổ, Chủ tịch Chính Hiệp Nội Mông. Ông từng là Phó Bí thư chuyên chức Tỉnh ủy Vân Nam, Hiệu trưởng Trường Đảng Vân Nam; Thường vụ Tỉnh ủy, Bộ trưởng Bộ Tổ chức Tỉnh ủy, Bí thư Ủy ban Công tác Giáo dục Hải Nam; Phó Tỉnh trưởng Hải Nam.
Lý Tú Lĩnh là đảng viên Đảng Cộng sản Trung Quốc, học hàm, học vị là Phó Giáo sư, Tiến sĩ Sử học. Ông có sự nghiệp hơn 10 năm giảng dạy ở Đại học Nam Kinh, sau đó bước vào khối các cơ quan Đảng Cộng sản và chính quyền địa phương.

## Xuất thân và giáo dục
Lý Tú Lĩnh sinh tháng 12 năm 1962 tại huyện Đồng Sơn, nay là quận Đồng Sơn thuộc địa cấp thị Từ Châu, tỉnh Giang Tô, Cộng hòa Nhân dân Trung Hoa. Ông lớn lên và tốt nghiệp cao trung ở Đồng Sơn, thi đỗ Đại học Nam Kinh và tới thủ phủ này để nhập học Khoa Lịch sử học vào tháng 9 năm 1980, tốt nghiệp cử nhân chuyên ngành này vào tháng 7 năm 1984. Từ tháng 2 năm 1993, ông là nghiên cứu sinh tại trường Nam Kinh về lĩnh vực lịch sử thế giới theo khu vực, lịch sự quốc gia riêng biệt và trở thành Tiến sĩ Sử học vào tháng 11 năm 1996. Lý Tú Lĩnh được kết nạp Đảng Cộng sản Trung Quốc tại trường Nam Kinh vào tháng 2 năm 1984 trước khi tốt nghiệp, ông từng tham gia lớp bồi dưỡng 1 năm cán bộ trung, thanh niên giai đoạn tháng 3–7 năm 2010 tại Trường Đảng Trung ương Đảng Cộng sản Trung Quốc.

## Sự nghiệp
Tháng 8 năm 1984, sau khi tốt nghiệp đại học, Lý Tú Lĩnh được trường Nam Kinh giữ lại làm trợ giảng, trợ lý cố vấn chính trị của Khoa Lịch sử học, bắt đầu sự nghiệp của mình ở đây. Năm năm sau, ông là giảng viên, Phó Bí thư Chi bộ Đảng của khoa, tiếp tục thêm 6 năm nữa, ông được phong học hàm phó giáo sư vào tháng 3 năm 1995. Sang năm 1997, Lý Tú Lĩnh rời khỏi ngành giáo dục, được điều tới tỉnh Hải Nam, công tác ở Chính phủ Nhân dân tỉnh Hải Nam với vị trí Phó Trưởng phòng Thông tin của Văn phòng Ngoại sự và chuyển sang làm Phó Trưởng phòng Thông tin Sảnh Kiều vụ và Ngoại sự Hải Nam từ 1998. Tháng 3 năm 2000, cơ quan tái cơ cấu, ông là Phó Trưởng phòng Thông tin của Văn phòng Kiều vụ và Ngoại sự rồi chuyển vị trí làm Trưởng phòng Lãnh sự trong năm, thăng chức là Thành viên Đảng tổ, Phó Chủ nhiệm Văn phòng Kiều vụ và Ngoại sự từ cuối năm 2000. Tháng 7 năm 2002, ông nhậm chức Phó Chủ nhiệm Văn phòng nghiên cứu Chính sách Tỉnh ủy Hải Nam, kiêm Phó Tổng thư ký Tỉnh ủy sau đó 1 năm. Ông được thăng chức làm Chủ nhiệm Văn phòng nghiên cứu Chính sách và Phó Tổng thư ký thường vụ Tỉnh ủy vào các năm 2003, 2005. Đến tháng 5 năm 2007, ông được điều tới phó địa cấp thị Vạn Ninh làm Bí thư Thị ủy cấp chính sảnh địa.
Tháng 2 năm 2011, Lý Tú Lĩnh được Ủy ban Thường vụ Nhân Đại Hải Nam bổ nhiệm làm Phó Tỉnh trưởng. Sau đó 1 năm, ông được bầu vào Ban Thường vụ Tỉnh ủy, phân công làm Bộ trưởng Bộ Tổ chức Tỉnh ủy Hải Nam, kiêm Bí thư Ủy ban Công tác giáo dục Hải Nam. Tháng 10 năm 2016, ông được điều tới tỉnh Vân Nam, tiếp tục là Thường vụ Tỉnh ủy, làm Phó Bí thư Tỉnh ủy Vân Nam kiêm Hiệu trưởng Trường Đảng Vân Nam. Ngày 24 tháng 2 năm 2018, ông trúng cử là đại biểu của Đại hội Đại biểu Nhân dân toàn quốc khóa XIII. Đến tháng 12 năm này, ông tiếp tục được điều chuyển và lần này là Khu tự trị Nội Mông Cổ, chỉ định làm Bí thư Đảng tổ Chính Hiệp khu, và vào ngày 29 tháng 1 năm 2019 thì được bầu làm Chủ tịch Ủy ban Nội Mông Cổ Hội nghị Hiệp thương Chính trị Nhân dân Trung Quốc. Cuối năm 2022, ông là đại biểu tham gia Đại hội Đảng Cộng sản Trung Quốc lần thứ XX từ đoàn đại biểu Nội Mông.